# 許英
許英（1443年—？），字文傑，陝西西安府同州澄城縣人，匠籍，明朝政治人物。

## 生平
陝西鄉試第三十五名舉人，成化十四年（1478年）中式戊戌科會試第一百八十七名，二甲第二十四名進士。官至南京戶部郎中。弘治十年（1497年）四月考察去職。

## 家族
曾祖許添佑；祖父許忠；父許貴。具庆下。娶楊氏，继娶口氏。子許世昌。